# Trehörningsjö
Trehörningsjö (südsamisch Dreejhöönine) ist ein Ort (småort) in der schwedischen Provinz Västernorrlands län in der Gemeinde Örnsköldsvik.
Der Ort liegt zwischen den beiden Seen Inre Lemesjön und Trehörningsjön etwa 60 Kilometer nördlich vom Hauptort der Gemeinde, Örnsköldsvik, entfernt. Durch den Ort führt die sekundäre Provinzstraße (Länsväg) Y 1068. Trehörningsjö besitzt eine eigene Kirche. Der Bahnhof an der Stambanan genom övre Norrland wird für den Personenverkehr nicht mehr genutzt.
Der Ort hat mit einer abnehmenden Einwohnerzahl zu kämpfen – noch bis 2005 wurde er in der Kategorie Tätort gelistet.